# Tensobentenga
Tensobtenga là một tổng của tỉnh Kouritenga ở phía đông Burkina Faso. Thủ phủ của tổng này là thị xã Tensobtenga. Theo điều tra dân số năm 1996, tổng này có dân số 18.746 người.

## Các thị xã và các làng
- Thị xã Tensobtenga (1 462 dân) (thủ phủ)
- Dakonsin (786 dân)
- Bogodin (123 dân)
- Doubguin (517 dân)
- Doure Yarcé (676 dân)
- Goguin (354 dân)
- Gonsin (1 049 dân)
- Kombestenga (1 156 dân)
- Koulwoko (2 187 dân)
- Naikin (931 dân)
- Naobin (279 dân)
- Nédoguin (308 dân)
- Ouamzalin (339 dân)
- Pistenga (204 dân)
- Setebtenga (232 dân)
- Silgtéogo (984 dân)
- Simpiguin (482 dân)
- Soansa (516 dân)
- Soumdi (756 dân)
- Tampialin (543 dân)
- Timtenga (813 dân)
- Tougmetenga (962 dân)
- Toutgoguin (898 dân)
- Yabré (613 dân)
- Zéologuin (1 282 dân)
- Zomkome (295 dân)